# کشتار جمعی ناتیک
کشتار جمعی ناتیک در طول ۲ روز نبرد در آب‌سنگ حلقوی ساپووآفیک در ژوئیه ۱۸۳۷ اتفاق افتاد. ناخدا سی.اچ.هارت و کارکنان ساحل‌روبی او با کشتی «لامپتون» از سیدنی، استرالیا ۵۰ نفر از مردان بومی ساپووآفیک را کشتند. او به امید دستیابی به لاک با ارزش لاک‌پشت تلاش کرد بومیان این آبخوست را از میان بردارد.

## کشتار جمعی
در ۱۸۳۶ ناخدا سی.اچ.هارت و کارکنان ساحل‌روبی او با هدف یافتن لاک لاک‌پشت، پوست صدف، و خیار دریایی از سیدنی استرالیا حرکت کردند. هنگام حضور هارت در آبخوست ساپووآفیک، گمان کرد که گنجینه‌ای از لاک‌های با ارزش لاک‌پشت را پیدا کرده که برای ساخت شانه، جعبه، و آینههای زنانه استفاده می‌شوند. تلاش هارت برای معامله با بومیان ناموفق بود و به اخراج هارت و گروه او از آبخوست انجامید.
یک سال بعد در ژوئیه ۱۸۳۷ هارت با یک ارتش مسلح به ساپووآفیک بازگشت. هنگامی که به آبخوست ناتیک رسید جنگجویان بومی منتظر او بودند. بنابراین او کشتی خود را در هنگام شب به یک جزیره دیگر آب‌سنگ حلقوی برد. روز بعد هارت و گروه او با کشتی خود و دو کانو از مردم بومی پوناپی به مردم ساپووآفیک حمله کردند. در دو روز نبرد پیاپی، هارت و مردانش بسیاری از مردان ساپووآفیک را کشتند. «لین پویر» تاریخ‌نگار براورد کرده که همه مردان بومی به غیر از یک نفر در کشتار جمعی کشته شدند. تاریخ‌نگار دیگر «الکس زوکارِلی» می‌گوید از تعداد ۵۰ کشته، ۲۰ نفر از بومیان ساپووآفیک بودند و آنان که نجات یافتند با کانو فرار کردند. بنابراین هارت و گروه او زنان و کودکان را نشانه نگرفتند. تنها چیزی که گیر هارت آمد ۲۵ پوند (۱۱ کیلوگرم) لاک لاک‌پشت پوزه‌عقابی و ۱۰۰ پوند (۴۵ کیلوگرم) لاک نسبتاً بی‌ارزش لاک‌پشت سبز بود.
پس از کشتار، برخی مردان هارت مانند بومیان پوناپی در این آب‌سنگ حلقوی ماندند و با زنان ساپووآفیک زندگی کردند. در نتیجه، با ترکیب فرهنگ و گویش پوناپیایی و انگلیسی مردان ساپووآفیک، یک فرهنگ و گویش جدید به نام "کریول مردانه ناتیک" پدید آمد.
پیش از ترک آبخوست، هارت، گروه و ساحل‌روب خود «پاتریک گورمون» را به عنوان رئیس قبیله ("نامنوارکی" یا "ایسیپاو") در آن مستقر کرد که تا جای ممکن لاک لاک‌پشت گردآوری کند. پس از کشتار، هارت، نام ساپووآفیک را تغییر داد. اما دوباره به ساپووآفیک بازگردانده شد.
دو سال پس از کشتار، به خاطر حوادث ساپووآفیک، هارت توسط فرمانده نیروی دریایی«پی.ال.بلِیک» مورد پیگرد قرار گرفت. اما هرگز جرمی به مجرمان نسبت داده نشد.